# Rúdio
Rúdio (em latim: Rudius) foi uma espada de madeira concedida aos gladiadores da Roma Antiga quando venciam nas competições.